# Ameira grandis
Ameira grandis är en kräftdjursart som beskrevs av Nicholls 1939. Ameira grandis ingår i släktet Ameira och familjen Ameiridae. Inga underarter finns listade i Catalogue of Life.